# Біоковсько Село
Біоковсько Село (хорв. Biokovsko Selo) — населений пункт у Хорватії, у Сплітсько-Далматинській жупанії у складі громади Загвозд.

## Населення
Населення за даними перепису 2011 року становило 55 осіб.
Динаміка чисельності населення поселення:

## Клімат
Середня річна температура становить 10,62 °C, середня максимальна – 24,18 °C, а середня мінімальна – -3,43 °C. Середня річна кількість опадів – 928 мм.
| Клімат поселення                              | Клімат поселення | Клімат поселення | Клімат поселення | Клімат поселення | Клімат поселення | Клімат поселення | Клімат поселення | Клімат поселення | Клімат поселення | Клімат поселення | Клімат поселення | Клімат поселення | Клімат поселення |
| Показник                                      | Січ.             | Лют.             | Бер.             | Квіт.            | Трав.            | Черв.            | Лип.             | Серп.            | Вер.             | Жовт.            | Лист.            | Груд.            |                  |
| Середній максимум, °C                         | 7,12             | 7,74             | 10,88            | 14,46            | 19,13            | 22,97            | 24,18            | 24,01            | 20,07            | 16,11            | 11,25            | 8,05             |                  |
| Середня температура, °C                       | 1,84             | 2,47             | 5,60             | 9,17             | 13,86            | 17,70            | 19,71            | 19,54            | 15,59            | 11,63            | 6,76             | 3,58             |                  |
| Середній мінімум, °C                          | −3,43            | −2,8             | 0,32             | 3,90             | 8,58             | 12,44            | 15,23            | 15,06            | 11,12            | 7,15             | 2,30             | −0,9             |                  |
| Норма опадів, мм                              | 80               | 72               | 74               | 79               | 62               | 61               | 41               | 55               | 77               | 103              | 121              | 103              |                  |
| Середньомісячна швидкість вітру, м/с          | 3.34             | 3.72             | 3.66             | 3.37             | 2.98             | 2.68             | 2.64             | 2.55             | 2.91             | 3.09             | 3.72             | 3.86             |                  |
| Середньомісячна сонячна радіація, кДж/м²·день | 5608             | 8227             | 11940            | 16068            | 19769            | 22389            | 24142            | 21374            | 16021            | 10542            | 6088             | 4789             |                  |
| --------------------------------------------- | ---------------- | ---------------- | ---------------- | ---------------- | ---------------- | ---------------- | ---------------- | ---------------- | ---------------- | ---------------- | ---------------- | ---------------- | ---------------- |
| Джерело:                                      |                  |                  |                  |                  |                  |                  |                  |                  |                  |                  |                  |                  |                  |